# Герб Кондейші-а-Нови
Ге́рб Конде́йші-а-Но́ви — офіційний символ містечка Кондейша-а-Нова, Португалія. Використовується як територіальний герб. У синьому щиті срібна балка, в якій розташований червоний кошик із квітами натурального кольору. У главі щита скошені навхрест дві золоті пальмові гілки. В нижній частині щита чотири золоті пшеничні колоски, перев'язані в основі червоною стрічкою. Між ними гранат натурального кольору з червоними зернами і золотим листям. Щит увінчує срібна мурована містечкова корона з чотирма вежами.  Під щитом біла стрічка, на якій великими літерами напис португальською: «vila de Condeixa-a-Nova» (містечко Кондейша-а-Нова).  Офіційно затверджений 17 червня 1938 року.  

## Галерея

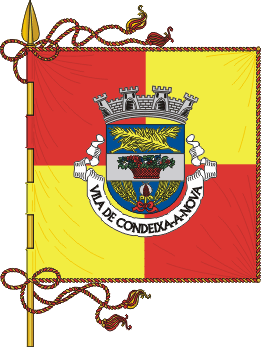
Прапор